# Dedal

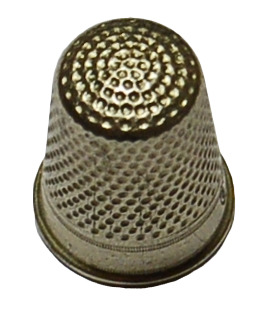

Un dedal es un instrumento utilizado en costura que sirve para empujar la aguja cuando se da una puntada. 
El dedal es un cubilete de pequeñas dimensiones que se inserta en uno de los dedos de la mano, generalmente en el corazón o el anular, y se emplea para ejercer presión sobre la aguja en el proceso de costura. El dedal está fabricado en materiales rígidos como metal, lo que permite empujar la aguja sin pincharse el dedo. Para facilitar la operación, está cubierto de muescas en toda su superficie para apoyar la aguja con seguridad sin que resbale.
El dedal es un instrumento muy antiguo que ha sido encontrado en tumbas egipcias. En aquel tiempo los dedales estaban fabricados en cuero. También se han encontrado dedales fabricados en hueso, bronce o marfil en diferentes países europeos. 
En el siglo 16 eran populares los dedales fabricados en Núremberg, que se vendían en los países del entorno. En el siglo 8, el dedal constituía un regalo de lujo que los jóvenes de la nobleza hacían a sus novias.
Los dedales también constituyen objetos de regalo y colección. Se trata de dedales artísticos, fabricados en cerámica, que llevan impreso el nombre o la imagen típica de una localidad determinada y que se comercializan en tiendas de recuerdos. También se coleccionan dedales históricos característicos de su lugar de origen en función del material o el tipo de fabricación.

## Galería

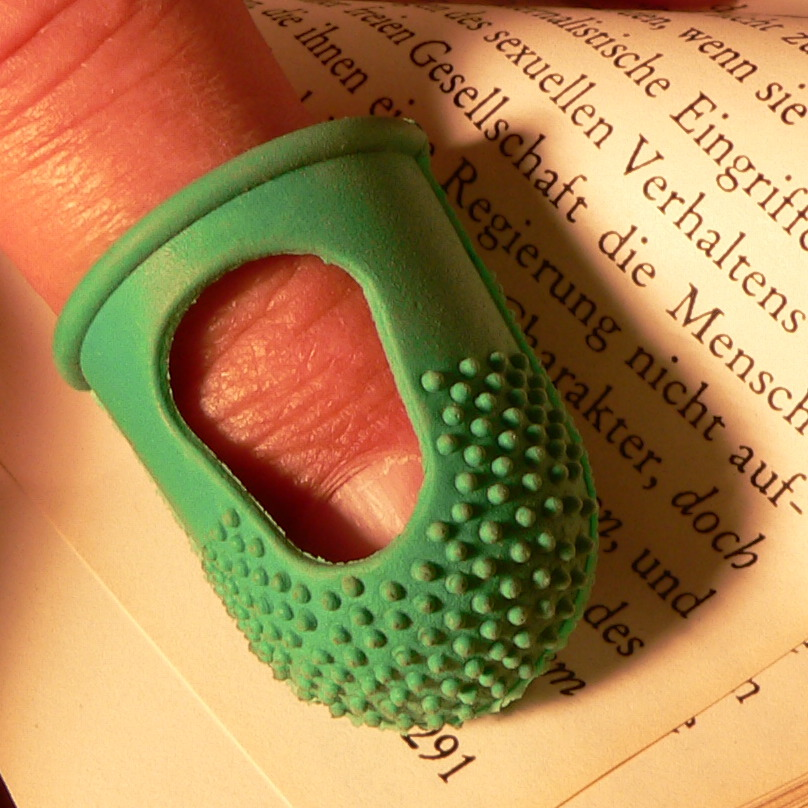
Dedal de plástico para pasar páginas
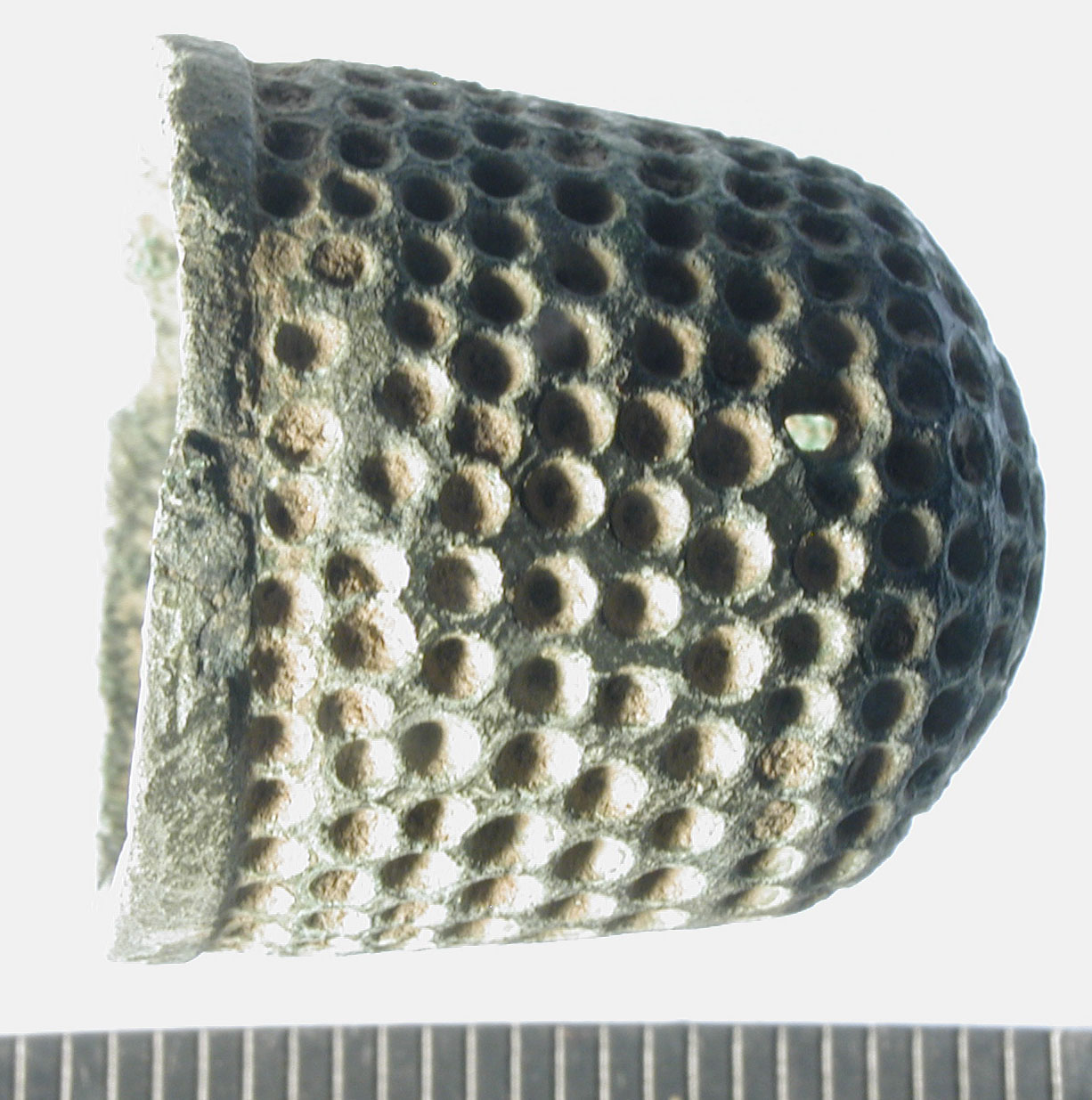
Dedal de piedra
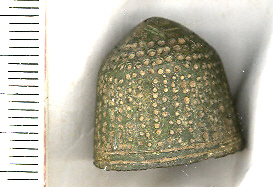
Dedal de cobre del siglo 14 o 15
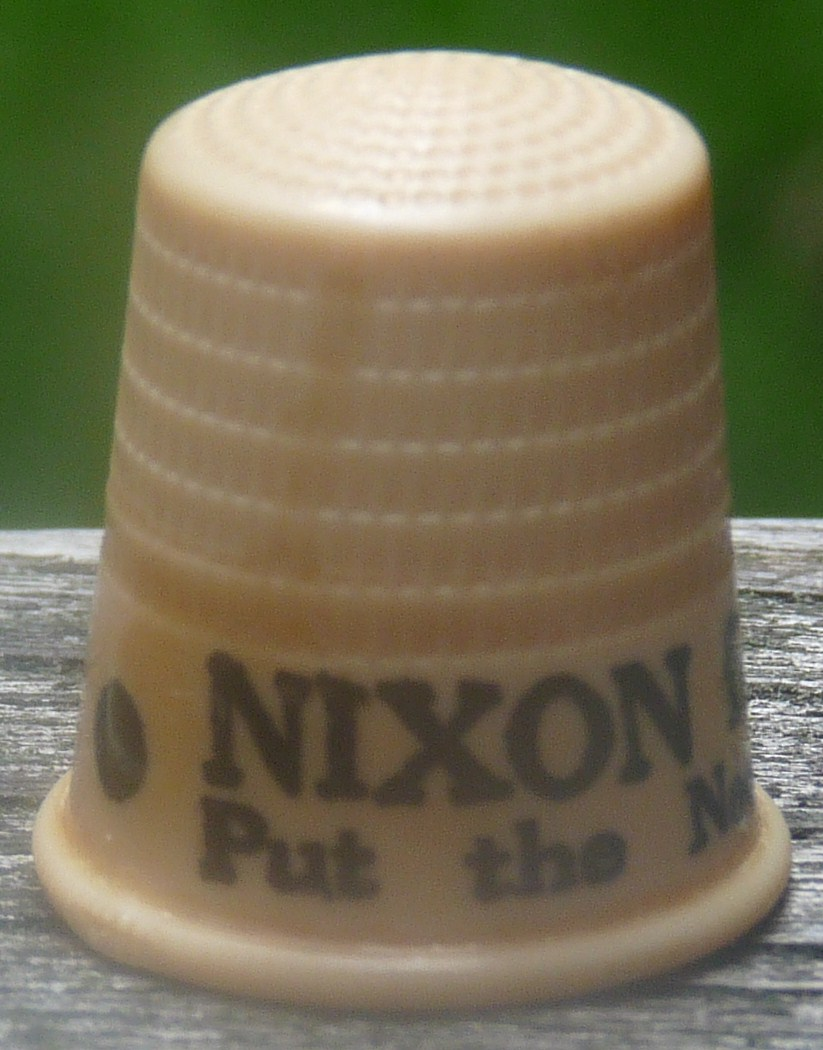
Dedal regalo de campaña electoral
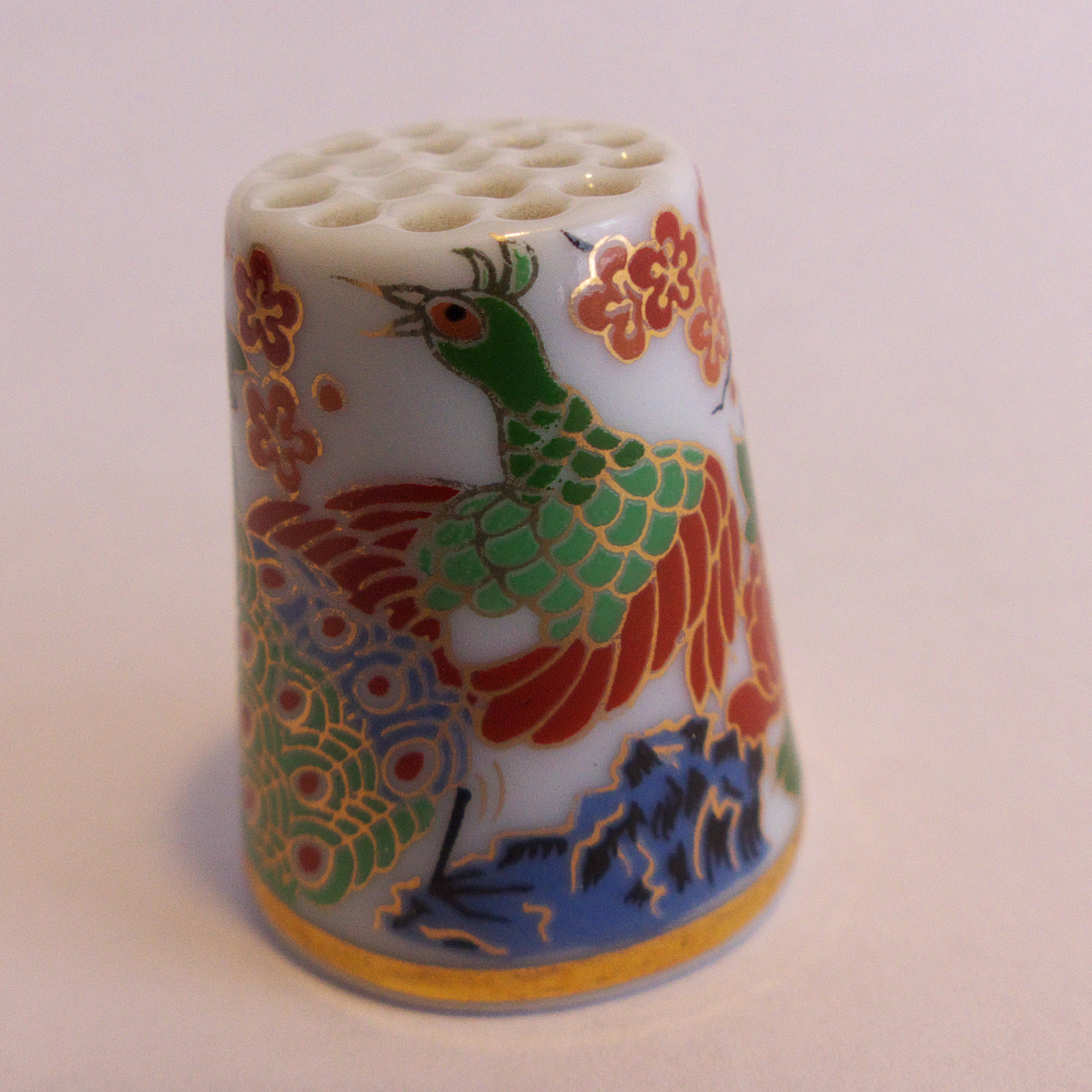
Dedal chino de cerámica
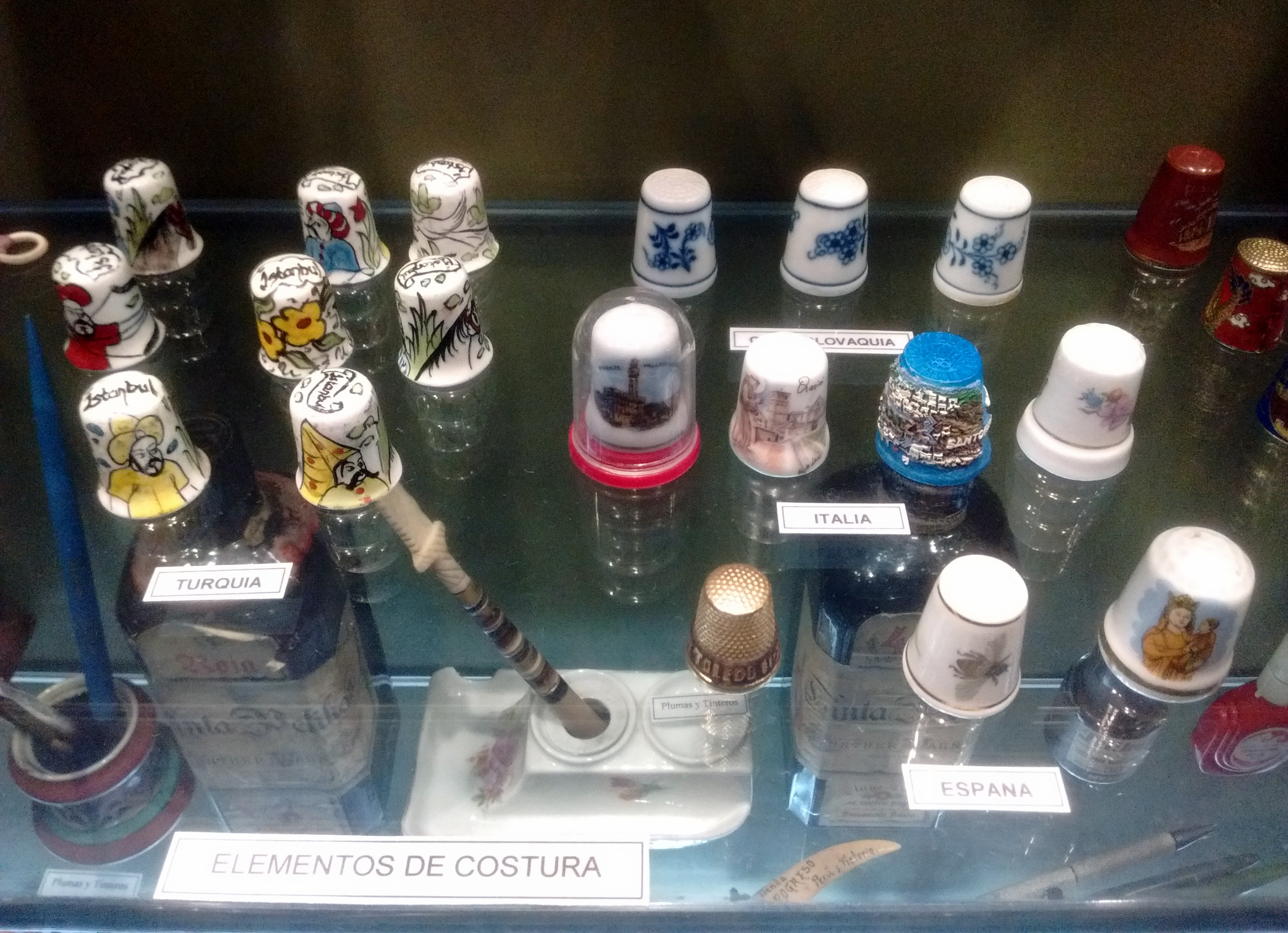
Colección de dedales